# Vizcondado previo
Con vizcondado previo se conoce a cada uno de los títulos nobiliarios de vizconde que los reyes de España otorgaron como instancia previa a conceder dignidades de conde o marqués a los agraciados, tras lo cual eran suprimidos.

## Origen
Su origen se remonta a las reales cédulas del 15 de octubre de 1631 y 3 de julio de 1644, por las cuales el monarca Felipe IV ordenó que, de ahí en adelante, no se concedieran títulos de marqueses o condes sin que previamente se expidiese el de vizconde. La pretensión era puramente fiscal, pues el beneficiario de la merced estaba obligado a pagar los tributos de lanzas y media anata tanto por el título principal como por el vizcondado previo. Una vez que eran sastisfechos, se hacía efectivo despacho del marquesado o condado y el título vizcondal quedaba automáticamente suprimido, normalmente cortándose o rasgándose con tijeras la carta concesional.
En ciertos casos, los beneficiarios de la merced nobiliaria se vieron incapaces de hacer frente al pago de los derechos fiscales exigidos, por lo que los títulos nobiliarios o bien no se expidieron, o cargaron una deuda de tal magnitud –sobre todo por el impago de lanzas– que fue preciso que sus titulares pidieran moratorias al rey para cumplir con este impuesto.
La carta de concesión del título de conde de la Conquista a Mateo de Toro Zambrano y Ureta, el 6 de marzo de 1770 por Carlos III, ofrece un ejemplo de la creación de estos vizcondados previos: 

Y porque según las órdenes dadas por el señor Rey don Felipe Cuarto que esté en gloria, a las personas a quien se diere título de Conde o Marqués, se ha de dar primero el de Vizconde y quedar suprimido: por despacho del día de la fecha de éste os he dado título de Vizconde de la Descubierta, el cual en consecuencia de las dichas órdenes queda roto y cancelado en mi Secretaria de la Cámara de Gracia y Justicia y Estado de Castilla, y anotado y prevenido lo conveniente en el Libro para que no valga ni tenga efecto, ni se dé por pedido duplicado ni en otra forma en tiempo alguno.
Título de conde de la Conquista de Mateo de Toro y Zambrano para sí, sus herederos y sucesores.

## Final
La concesión de vizcondados previos como requisito necesario para otorgar títulos de marqueses o condes quedó derogada por Isabel II mediante un real decreto del 1 de octubre de 1858, el cual también prohibió que fuesen rehabilitados como títulos permanentes. Esta imposibilidad fue reiterada en el preámbulo del real decreto de Alfonso XIII del 8 de julio de 1922 y se mantiene en la actualidad, aunque un real decreto de Isabel II del 4 de diciembre de 1864 autorizó el alzamiento de la caducidad para todos los títulos cancelados, entre ellos los vizcondados previos, si concurrían en los solicitantes ciertos requisitos.